# Common One
| 전문가 평가                        | 전문가 평가  |
| 평가 점수                          | 평가 점수    |
| 출처                               | 점수         |
| ---------------------------------- | ------------ |
| AllMusic                           | [ 2 ]        |
| Billboard                          | (favourable) |
| Christgau's Record Guide: The '80s | B−           |
| Q                                  | [ 5 ]        |
| The Rolling Stone Album Guide      | [ 6 ]        |
| Chicago Sun Times                  | [ 7 ]        |

《Common One》은 1980년 8월에 발매된 북아일랜드의 싱어송라이터 밴 모리슨의 열두 번째 스튜디오 음반이다. 이 음반은 프랑스 코트다쥐르의 니스 근처에 있는 슈퍼 베어 스튜디오에서 9일 동안 녹음되었다. 그것의 제목은 〈Summertime in England〉라는 노래의 가사에 있다.
2008년에 재발매되어 리마스터된 버전의 음반에는 〈Haunts of Ancient Peace〉와 〈When Heart Is Open〉이 번갈아 수록되어 있다.
《Common One》은 발매 초기의 양극화 비평가들과는 별개로 모리슨 자신이 가장 좋아하는 음반으로 꼽았다.

## 녹음
믹 콕스에 따르면 음반의 초기 단계들은 1979년 11월과 12월에 리허설 되었다. 〈Summertime in England〉와 〈Haunts of Antient Peace〉 노래들은 1980년 1월에 작은 공연들 동안 모리슨과 밴드에 의해 리허설 되었다. 콕스는 "리허설에서의 이러한 공연들 중 일부는 최종 녹음들보다 훨씬 더 좋았다"고 생각했다. 슈퍼 베어에서의 녹음 시간에 대해 말하면서, 콕스는 "우리는 그 11일 동안 매우, 매우 격렬하고, 매우 격한 상황에 처해 있었지만, 그것은 그 음반을 이끌어냈다"라고 말했다. 제프 라베스는 음반에서의 그의 편곡에 대해 "그러나 내가 항상 그를 위해 현악 편곡으로 하려고 노력했던 것은, 그는 매우 노래 악기였기 때문에, 그가 부르고 있는 것을 흉내 내려고 노력했던 것이다"라고 회상했다.

## 구성
그의 많은 이전 음반들과 대조적으로, 피 위 엘리스의 색소폰 연주가 전면에 나오면서, 《Common One》은 보통의 밴 모리슨의 R&B보다 프리 재즈의 영역으로 더 많이 모험한다. 그 노래들은 또한 그의 이전 음반들보다 다소 길다. 모리슨은 원래의 개념이 훨씬 더 난해하고 자연 시인들에 대한 그의 독해에 의해 많이 영향을 받았다고 말했다.

## 곡 목록
모든 곡들은 밴 모리슨에 의해 작사/작곡하였다.
| #  | 제목                        | 재생 시간 |
| -- | --------------------------- | --------- |
| 1. | 〈Haunts of Ancient Peace〉 | 7:07      |
| 2. | 〈Summertime in England〉   | 15:35     |
| 3. | 〈Satisfied〉               | 6:01      |

| #  | 제목                   | 재생 시간 |
| -- | ---------------------- | --------- |
| 1. | 〈Wild Honey〉         | 5:49      |
| 2. | 〈Spirit〉             | 5:10      |
| 3. | 〈When Heart Is Open〉 | 15:05     |